# バスケットボール女子チュニジア代表
バスケットボール女子チュニジア代表（Tunisia women's national basketball team）は、チュニジアバスケットボール連盟により国際大会に派遣される女子バスケットボールのナショナルチームである。
2002年に世界選手権初出場を果たしたが、最下位に終わった。

## 主な国際大会成績
- オリンピック
  - 出場なし
- 世界選手権の成績
  - 2002年 － 16位
- アフリカ選手権の成績